# 15 Regiment Pieszy Koronny
15 Regiment Pieszy Koronny – oddział piechoty armii koronnej wojska I Rzeczypospolitej.
Sformowany 12 czerwca 1792 w wyniku ustaleń Sejmu Czteroletniego. Uczestniczył w 1792 w VII wojnie polsko-rosyjskiej toczonej w obronie Konstytucji 3 maja. Rozwiązany 17 września 1792 przez konfederację targowicką. Żołnierzy wcielono do formacji targowickich.
W czasie powstania kościuszkowskiego regiment został odtworzony w podobnym składzie.
Barwy: wyłogi czarne, guziki złote, lampas pąsowy.
Stanowisko: Warszawa. Pułkownik: Jan August Cichocki (4 marca 1792).

## Formowanie i szkolenie
22 maja 1792 zatwierdzony został przez Sejm stutysięczny etat armii. W jej składzie miał być formowany nowy 15 regiment pieszy koronny. Na miejsce formowania wyznaczono Warszawę, koszary regimentu gwardii pieszej koronnej na Faworach-Żoliborzu. Poborowi rekrutowali się z ziemi czerskiej, bielskiej i mielnickiej oraz z powiatów chęcińskiego i opoczyńskiego. Część pochodziła z Litwy.
Kadra i zawiązki pochodziły z regimentu gwardii pieszej koronnej. Latem do nowo tworzonego 15 regimentu przeszło 37 oficerów: 1 pułkownik, 1 major, 8 kapitanów z kompaniami, 2 kapitanów sztabowych, 13 poruczników, 4 podporuczników i 8 chorążych.
Etat przewidywał trzy bataliony po cztery kompanie, każda po 177 żołnierzy. Łącznie regiment miał liczyć 2169 bagnetów. 8 sierpnia, po osiągnięciu stanu etatowego gen. Cichocki meldował królowi zakończenie procesu formowania. Nie udało się jednak sformować specjalnej kompanii strzeleckiej.
Już wcześniej, bo 10 maja król Stanisław August Poniatowski wydał patent szefowski pułkownikowi Janowi Augustowi Cichockiemuwywodzącemu się z 5 regimentu fizylierów.
Równolegle z kompletowaniem kompanii prowadzono intensywne szkolenie z musztry, walki ogniowej i walki na bagnety.
Żołnierze uzbrojeni byli w pruskie karabiny skałkowe z bagnetem, produkcji manufaktury poczdamskiej. Ich umundurowanie stanowiła granatowa kurtka z czarnymi wyłogami, biały lejbik, biały kolet i białe spodnie z pąsowym lampasem, wpuszczane w wysokie czarne buty. Na głowie noszono okrągły kołpak z czarnego filcu z daszkiem, a na nim zieloną kitę oraz blachę z orłem. Laderwerki były czarne, a guziki złote.
Reformy Sejmu Wielkiego zwiększyły stany polskiej piechoty w poszczególnych regimentach. Etaty z października 1789 i maja 1792 roku zakładały istnienie regimentu składającego się z dwunastu kompanii uszykowanych w trzy bataliony. W przededniu wojna w obronie Konstytucji 3 maja 15 regiment piechoty szefostwa Jana Augusta  Cichockiego liczył 1545 żołnierzy.
Regimentem dowodził zazwyczaj pułkownik. Stanowisko szefa regimentu, związane z wielkimi poborami, było najczęściej uważane za synekurę. Szefowie posiadali prawo fortragowania (przedstawiania do awansu) oficerów.

## Plany użycia
W lipcu dwa bataliony regimentu pieszego, weszły w skład Garnizonu Warszawa. Stanowiły go razem z regimentem gwardii pieszej koronnej, 10 regimentem ordynacji rydzyńskiej, batalionem 9 regimentu oraz trzema batalionami ochotniczymi.
Miały one, wspólnie z Dywizją Małopolską oraz Dywizją Wielkopolską, wzmocnić cofający się z Ukrainy ku środkowej Wiśle Korpus księcia Józefa Poniatowskiego. W związku z przystąpieniem króla do konfederacji targowickiej, planów nie zrealizowano.

## Rozformowanie
Jednym z podstawowych założeń konfederacji targowickiej była redukcja armii, a przede wszystkim usunięcie z niej oficerów o patriotycznych poglądach. Rozkazem z 23 września 1792 15 regiment pieszy został rozformowany. Część wojsk powróciła do gwardii pieszej koronnej. Część rekrutów zwolniono, a 800 odesłano do Tulczyna na Ukrainie. Tam, w rodowej siedzibie Szczęsnego Potockiego wcielono ich do Regimentu Pieszego Wolnych Konfederatów szefostwa Adama Moszczeńskiego. Regiment ten, wcielony został do wojska rosyjskiego na mocy ukazu carycy Katarzyny II z 6 maja 1793. Większość kadry oficerskiej złożyła dymisję ze służby.

## 15 Regiment w insurekcji kościuszkowskiej
W trzeciej dekadzie kwietnia 1794, Rada Zastępcza Tymczasowa, wydała decyzję odtworzenia 15 regimentu pieszego koronnego. Kadrę i zawiązki wydzielił ponownie regiment gwardii pieszej koronnej. Do dyspozycji organizatora, gen. Jana Augusta Cichockiego oddano jeden batalion składający się z dwunastu zalążkowych kompanii po 30 bagnetów każda. Pułkownikiem mianowany został Tadeusz Witski, podpułkownikiem Jan Sierakowskiego, a majorami Stefan Klimkiewicz, Józefa Tyszka, Walenty Wielopolski i Jan Kraiński. Większość oficerów wywodziła się z gwardii. Rekrutów otrzymał regiment z województw mazowieckiego i podlaskiego. Działania bojowe i skomplikowana sytuacja polityczna powodowała, że napływ kanonistów odbywał się nieregularnie. Do końca maja wcielono ich zaledwie ok. 300. W lipcu regiment liczył już 1650 bagnetów w trzech batalionach liniowych i batalionie strzeleckim. Nowo wcielani rekruci otrzymywali mundury, których barwa odpowiadała tradycyjnej barwie regimentu. Wykorzystywano też zielone mundury rosyjskie z czerwonymi wypustkami. Karabinów nie wystarczyło nawet na wyposażenie jednostek formowanych w Warszawie, a te co były wymagały gruntownej naprawy. Część rekrutów uzbrojona została w piki i kosy.
Liczebność regimentu w 1792 roku wynosiła 1545 osób, w maju 1794 roku  673, a we wrześniu 2066 żołnierzy. Na uzbrojeniu regiment posiadał 1065 karabinów.

## Walki
19 maja regiment przedyslokowany został z koszar gwardii na Żoliborzu do obozu na Solcu. Otrzymał tam zadanie obsadzenia posterunkami dziewięciu dział fortyfikacyjnych na I i II odcinku umocnień. Odcinkiem I dowodził gen. mjr Wojciech Siemieński, a II – wicebrygadier Michał Piotrowski. Oba odcinki bronione były przez dwanaście baterii z 28 działami, a znajdujący się na ich zapleczu 15 regiment miał je obsadzić w momencie zagrożenia. Po wycofaniu 10 lipca armii powstańczej do Warszawy, rejon obsadzony dotąd przez 15 regiment pieszy obsadziła Dywizja Tadeusza Kościuszki.
Chrzest bojowy
Pierwszym pododdziałem 15 regimentu pieszego, który wyruszył w pole, była kompania strzelecka pułku. Została ona przydzielona do dywizji gen. Stanisława Mokronowskiego strzegącej nad Narwią granicy z Prusami. 29 maja licząca 60 strzelców kompania wraz z dwoma 3-funtowymi armatami wyruszyła do Ostrołęki, by od 3 czerwca wzmocnić załogę miasta. W pierwszych dniach lipca strzelcy 15 regimentu wzięli udział w wypadzie za Narew.  Prusacy wycofali się z Borkowa, Małego Płocka, Kątów i Kolna. Nocą z 9 na 10 lipca wrócili jednak pod Kolno i zaatakowali miasto bronione przez strzelców 15 regimentu. Atak odparto, ale Polacy stracili jeden z mostów oraz armatę batalionową. Obie strony wycofały się z płonącego Kolna. Potyczka ta była chrztem bojowym pododdziałów 15 regimentu pieszego.
W dywizji gen. Sierakowskiego

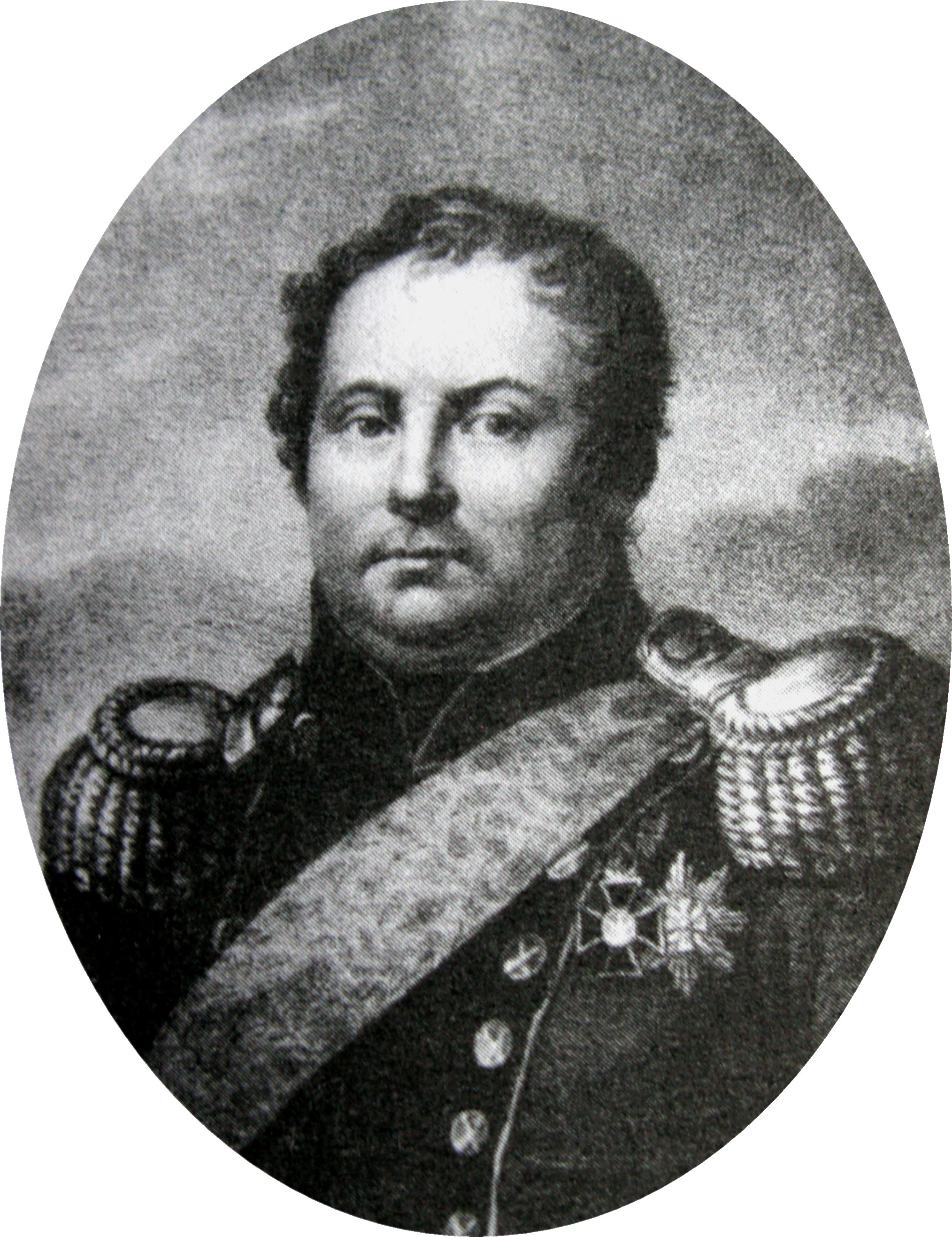
gen. Karol Sierakowski

W połowie czerwca batalion zbiorczy 15 regimentu w sile 345 bagnetów, wszedł w skład dywizji gen. Karola Sierakowskiego z zadaniem ubezpieczania Warszawy od zachodu. Dywizja miała wyprzeć Prusaków i Rosjan z Sochaczewa i Łowicza, a następnie osiągnąć linię Bzury. Koncentracja znaczniejszych sił nieprzyjaciela przekreśliła te plany i w drugiej dekadzie czerwca dywizja (a z nią 15 regiment) powróciła do Warszawy i ześrodkowała się na Pradze. W jej składzie pozostawał nadal, liczący już tylko 263 żołnierzy batalion 15 regimentu z półkompanią strzelców.  23 czerwca wyruszył on przez Karczew do Żelechowa, w kierunku działającego w rejonie Kurowa i Puław rosyjskiego korpusu gen. Derfeldena. Zajęła opuszczony Brześć i przez miesiąc osłaniała Podlasie i komunikację z Litwą.
Bitwa pod Krupczycami
8 sierpnia z żołnierzy batalionu gwardii pieszej i 15 regimentu utworzono jeden, liczący 619 żołnierzy batalion. 17 września walczył on w bitwie pod Krupczycami. Wzmocniony dwoma sześciodziałowymi bateriami, stanowił prawe skrzydło dywizji. Rosjanie zastosowali skutecznie dwustronny manewr okrążający. Na tyły pozycji polskich przeniknęli z jednej strony kozacy, z drugiej jegrzy konni. Gen. Sierakowski wydał rozkaz odwrotu. Bataliony polskie cofały się pod osłoną kawalerii narodowej. Trzykrotnie liczniejsze wojska Suworowa poniosły duże straty i nie zdołały okrążyć i zniszczyć odchodzącej w kierunku Terespola dywizji gen. Sierakowskiego.
Bitwa pod Terespolem
Nocą z 18 na 19 września wojska rosyjskie przeprawiły się przez Bug i uderzyły na koncentrujące się pod Terespolem oddziały polskie. Dywizja gen. Sierakowskiego pod osłoną artylerii, ubezpieczając się ariergardą złożoną z batalionu gwardii pieszej i batalionu 5 regimentu podjęła odwrót groblą kroszczyńską. Żołnierze 15 regimentu (batalionu zbiorczego) obsadzili pozycję na wzgórzu za Kroszczynem. W zażartej walce batalion poniósł duże straty, sięgające ok. 40% stanu osobowego. Pobite pododdziały zbierały się w Janowie, a następnie w Łosicach, Mordach i Wyczółkach.
W obronie Warszawy
Pozostałe w Warszawie bataliony 15 regimentu wzięły udział w obronie stolicy. W sierpniu pułk liczył już 2041 bagnetów, a we wrześniu mimo poniesionych strat – 2066 bagnetów. Był najwyżej ukompletowanym regimentem w całej armii koronnej. Jeden batalion stał w obozie pod Pragą, a kolejny przedyslokowany z odcinka południowego, 27 sierpnia wziął udział w kontrataku na Powązkach. Dowodzony przez adiutanta Naczelnika, mjr. Fiszera, batalion zbiorczy gwardii pieszej i 15 regimentu odbił jedną z baterii artylerii i przez kilka godzin prowadził walkę ogniową. Następnego dnia wziął udział w odpieraniu pruskiego natarcia i kontratakował wspólnie z milicją warszawską oraz warszawskim 20 regimentem pieszym płk. Jana Kilińskiego.
Nocą z 5 na 6 września król pruski odstąpił od miasta i wycofał się w kierunku Raszyna. Na południu od Warszawy wycofał się też rosyjski korpus gen. Fersena. Żołnierze 15 regimentu pieszego za wzorową  postawę otrzymali awanse i nagrody z rąk gen. Tadeusza Kościuszki.
W drugiej połowie września nastąpiła zmiana podporządkowania batalionów regimentu. Jeden batalion z kompanią strzelców w sile 627 żołnierzy włączony został do dywizji księcia Józefa Poniatowskiego i przedyslokowany nad Bzurę. Drugi batalion pełnił służbę garnizonową w Warszawie, a trzeci, liczący ponad 510 żołnierzy, stanął obozem na Pradze.

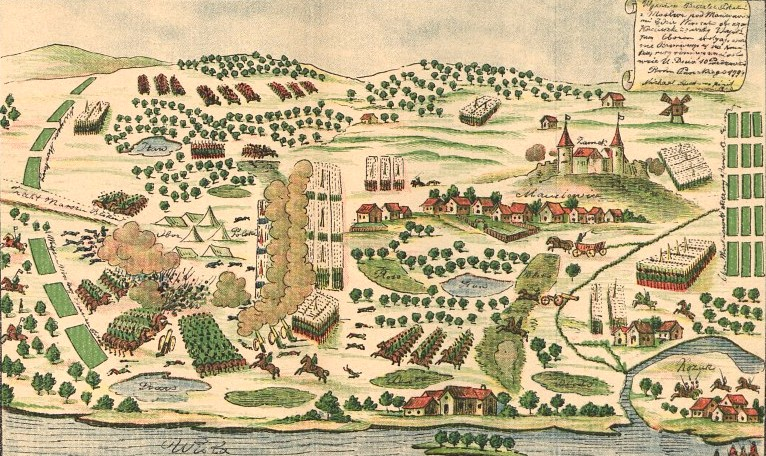
Bitwa pod Maciejowicami
Na początku października gen. Kościuszko podjął decyzję odtworzenia rozbitej pod Terespolem dywizji gen. Sierakowskiego, która wraz z dywizją gen. Konińskiego miała przejść pod bezpośrednie dowództwo Naczelnika.
W składzie dywizji gen. Sierakowskiego pozostawał nadal zredukowany do jednej kompanii, batalion 15 regimentu pieszego połączony z batalionem gwardii pieszej koronnej, 8 października liczył on łącznie 267 żołnierzy.
9 października wieczorem oddziały polskie maszerowały z Maciejowic w kierunku południowo-wschodnim i zajęły pozycje na wzgórzu na południowym brzegu Okrzejki. Zbiorowy batalion gwardii i 15 regimentu stał w centrum obok 10 regimentu pieszego. Bitwa rozpoczęła się o świcie 10 października atakiem podjętym przez kozaków kolumny gen. Denisowa na lewe skrzydło polskie. Kilkugodzinna walka ogniowa powodowała u obu stron dotkliwe straty.
Atak gen. Denisowa miał zaabsorbować uwagę Kościuszki kierunkiem na Oronne, gdy tymczasem siły główne gen. Fersena, oskrzydlały siły polskie od południa i południowego zachodu. Tam też nastąpiło decydujące uderzenie Rosjan. Kościuszko postanowił przegrupować część sił z centrum na lewe skrzydło.
Manewr ten powstrzymał Denisow wyprowadzając kolejny atak. Piechota polska broniła się bagnetami. Wobec równoczesnego przełamania obrony na prawym skrzydle w rejonie Zamku, oddziały polskie znalazły się w okrążeniu. Pod ogniem rosyjskim piechota polska uległa miażdżącej przewadze. Pod Maciejowicami zakończył swój szlak bojowy batalion 15 regimentu pieszego, detaszowany w połowie sierpnia do dywizji gen. Sierakowskiego.
Obrona Pragi

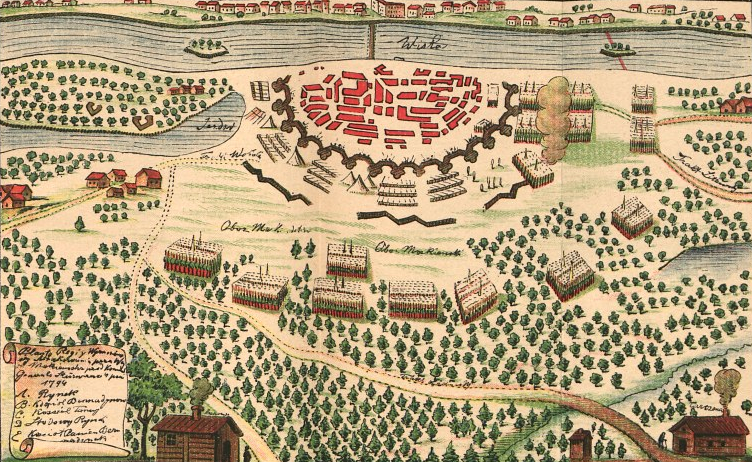
Plan rosyjskiego ataku na Pragę

Po klęsce maciejowickiej fortyfikacje Pragi obsadzono wszystkimi zgrupowanymi w stolicy jednostkami piechoty polskiej. 2 listopada dwa niepełne bataliony 15 regimentu pieszego, w sile ok. 1045 żołnierzy, znalazły się w obozie warownym wschodniego przedmieścia Warszawy. 4 listopada na całej długości linii obronnej rozpoczął się nieprzyjacielski atak. 15 regiment pieszy zajmował pozycje w centrum ugrupowania. Ok. 9:00 Rosjanie przełamali polską obronę na kilku odcinkach i wdarli się na Pragę. Większość żołnierzy 15 regimentu pieszego poległa lub dostała się do niewoli.
Ocalały tylko wydzielone komendy pozostawione w lewobrzeżnej Warszawie dla pełnienia służby garnizonowej oraz batalion odkomenderowany do dywizji księcia Józefa Poniatowskiego.
Pododdziały ocalałe po klęsce  kierowały się na południe pod dowództwo nowego naczelnika powstania gen. Tomasza Wawrzeckiego. 13 i 14 listopada pod Radoszycami wojsko, po zakopaniu armat i rozdzieleniu kas pułkowych, nie widząc szans na dalszą walkę rozeszło się.